# Истр
Истр (фр. Istres) град је у Француској, у департману Ушће Роне.
По подацима из 1999. године број становника у месту је био 38.993.

## Демографија
| 1962. | 1968.  | 1975.  | 1982.  | 1990.  | 1999.  | 2011.  |
| ----- | ------ | ------ | ------ | ------ | ------ | ------ |
| 9.478 | 13.404 | 18.129 | 28.561 | 35.163 | 38.993 | 42.943 |

## Партнерски градови
- Радолфцел ам Бодензе